# Tiniatoksyna
Tiniatoksyna, TTX, TTN – organiczny związek chemiczny, analog rezynyferatoksyny i kapsaicyny o wysoce drażniącym działaniu. Jest neurotoksyną i podobnie jak jej analogi oddziałuje poprzez receptory waniloidowe na nerwy czuciowe.
Występuje naturalnie u sukulenta Euphorbia poissonii, rosnącego w północnej Nigerii.